# Pasi Palmulehto

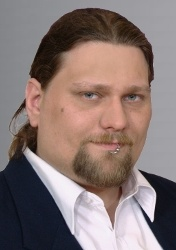
Pasi Palmulehto

Pasi Petteri Palmulehto (* 4. November 1980 in Turku) ist ein finnischer Politiker der Piraattipuolue, der finnischen Piratenpartei.
Palmulehto folgte Carl E. Wahlman in der Funktion als Parteivorsitzender. Er war im Amt von 2008 bis Frühjahr 2012. Seither ist er einer der stellvertretenden Parteivorsitzenden. Er ist verheiratet, Vater von drei Kindern und lebt in Hollola.